# Kościół ewangelicki w Bytomiu Odrzańskim
Kościół ewangelicki – dawna świątynia protestancka znajdująca się w mieście Bytom Odrzański, w województwie lubuskim.
Świątynia została wzniesiona w stylu barokowym w latach 1744-1746. Kościół został założony na planie prostokąta, od strony północnej do świątyni wchodziło się przez zachowany z budynku gimnazjum protestanckiego (Schönaichianum-Carolatheum) renesansowy półkolisty portal między parami  półkolumn korynckich zwieńczony kartuszami herbowymi rodów szlacheckich (od lewej) von: Schönaich (L) i  Landskron (P). We wnętrzu zostały zamontowane dwukondygnacyjne empory podparte filarami, na których mogło się zmieścić 1200 osób a także kościół otrzymał bogato zdobione wyposażenie w stylu barokowym. W latach 1859–1860 od strony południowej do świątyni została dobudowana wysoka wieża o czterech kondygnacjach (najwyższa kondygnacja przechodziła w ośmiokąt) zwieńczona dachem namiotowym, na której zostały umieszczone cztery dzwony (dwa z nich zostały zdemontowane na cele wojenne w 1917 roku). Zapewne w tym czasie do wschodniej ściany świątyni została dobudowana zakrystia. W 1878 roku budowla została wyposażona w nowe organy, a w 1896 roku z okazji jubileuszu 150-lecia, świątynia została odnowiona. Ponownie kościół został wyremontowany w 1928 roku (wymieniono wtedy pokrycie dachowe i powstały nowe elewacje). Po 1945 roku świątynia ewangelicka nie była użytkowana i stopniowo popadła w ruinę (wnętrze zostało zdewastowane). Na przełomie XX i XXI wieku zostało zabezpieczone pokrycie dachowe, a w 2006 roku świątynię kupiła fundacja archeologiczna w celu ulokowania w świątyni magazynów. Od 2018 roku trwa przebudowa na Centrum Historyczno-Kulturalne.

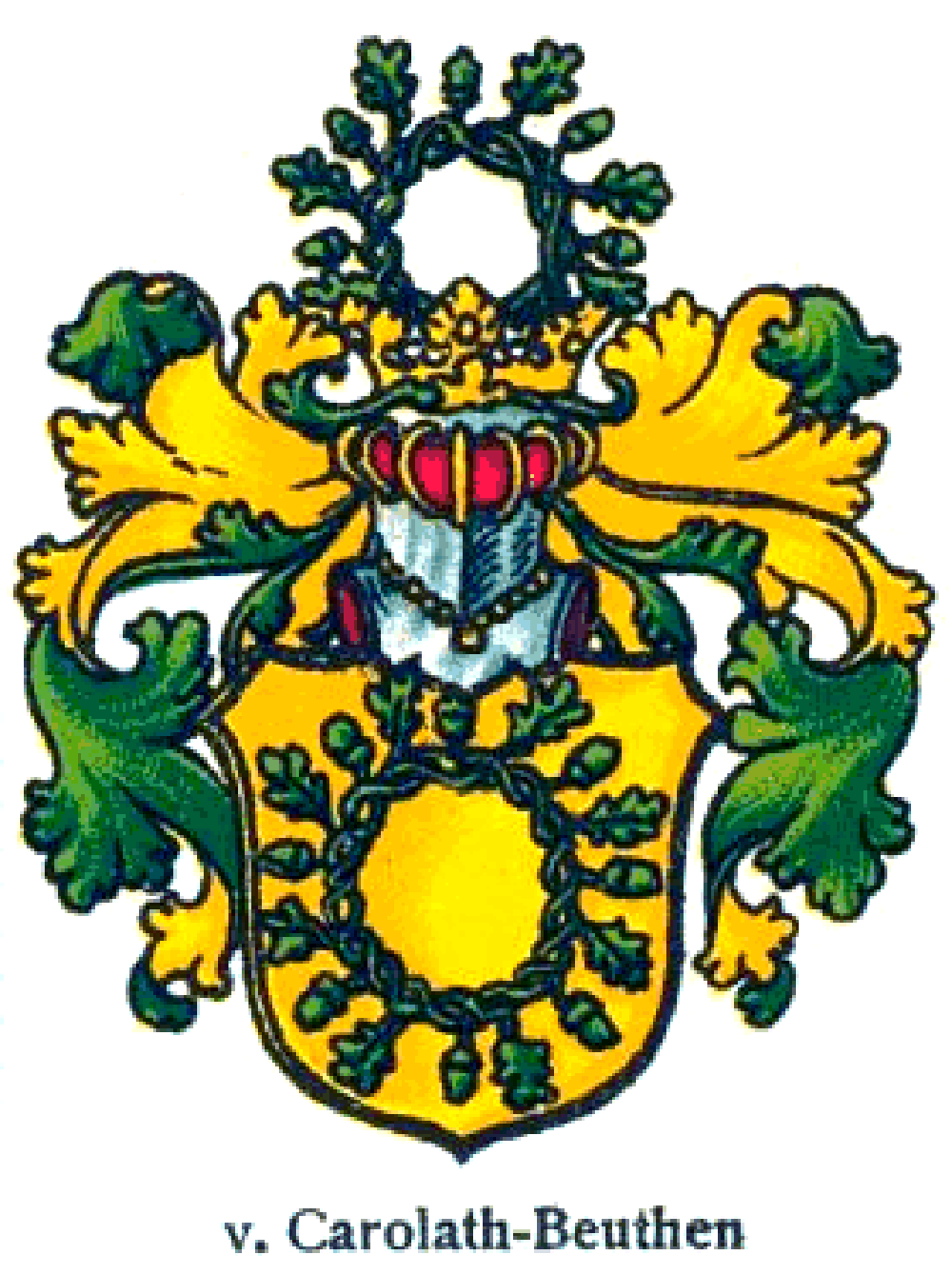
Schönaich Carolath
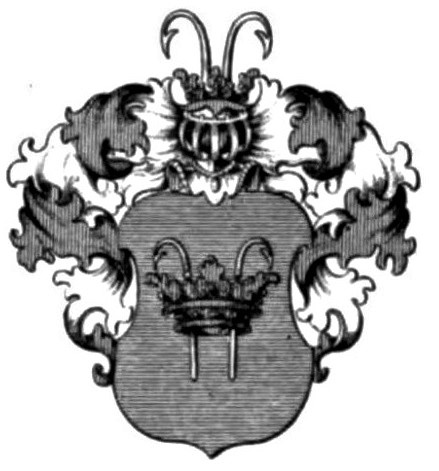
Landskron
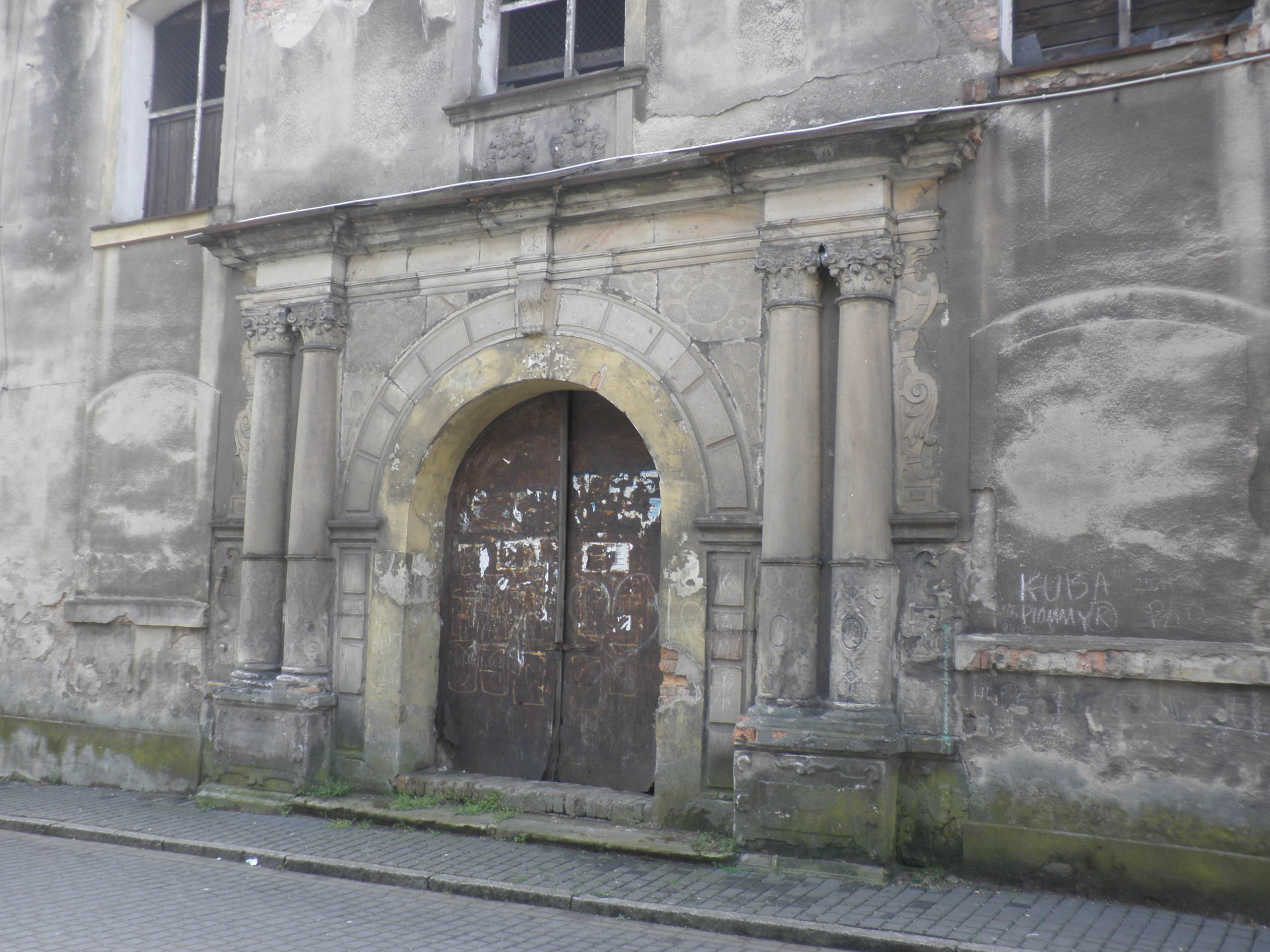
Portal